# Советско-иранский договор о дружбе (1921)
Советско-иранский договор о дружбе (перс. قرارداد ایران و شوروی ۱۹۲۱‎) — двустороннее соглашение, заключённое между РСФСР и Персией в Москве 26 февраля 1921 года.
Подготовкой Договора занимался Ф. А. Ротштейн.
Исходя из условий договора, все предыдущие договоренности, достигнутые между сторонами, были отменены. Кроме того, между Советской Россией и Ираном были достигнуты договорённости о полных и равных правах на судоходство в Каспийском море.
Ратифицирован в Тегеране 26 февраля 1922 года.
Зарегистрирован в Лиге Наций 7 июня 1922 года.
Послужил основанием для введения войск на север Ирана Советским Союзом в 1941 году.